# دوري اسطنبول لكرة القدم 1957–58
دوري اسطنبول لكرة القدم 1957–58 (بالتركية: 1957-58 İstanbul Profesyonel Ligi)‏ هو موسم من دوري اسطنبول لكرة القدم ‏. فاز فيه غلطة سراي.